# 新・栄光なき天才たち
『新・栄光なき天才たち』（しん えいこうなきてんさいたち）は、『週刊ヤングジャンプ』に1993年から1994年に連載された、森田信吾の漫画で、『栄光なき天才たち』の続編にあたる。単行本は、集英社のヤングジャンプ・コミックスにて、第1巻から第3巻まで発行されている。

## 概要
前作『栄光なき天才たち』に引き続き、正当な評価をされず歴史の影に埋もれてしまった人物を取り上げているが、前作に比べて一般的に著名な人物も一部含まれている。

## 取り上げられた人物・組織

### 単行本第1巻
- トマス・ニューコメン（蒸気機関の改良者の一人）
- ジム・ソープ（ネイティブアメリカン出身の混成五種・十種競技金メダリスト）
- 三世・沢村田之助（壊疽で手足を切断しても義足で舞台に立ち続けた伝説の女形）
- アレクサンドル・S・ポポフ（国情により功績が世に出なかったロシア無線通信の父）
- 太田恭三郎（ダバオを開拓し日本人街の基礎を築いた商人）
- ルドルフ・ニールリッヒ（アルペンスキーの世界王者、わずか25歳で交通事故死）
- ヤノシュ・ボーヤイ（非ユークリッド幾何学の創始者）

### 単行本第2巻
- C・R・マッキントッシュ（建築家・デザイナー）
- 西郷四郎（明治時代の柔道家で「姿三四郎」のモデル）
- ワルター・ツァップ（小型カメラ「ミノックス」の発明者）
- 高木徳子（オペラ歌手、ミュージカルダンサーの先駆者。心臓発作で夭折）
- ブノワ・ルクワイロール（現在のスクーバダイビング用機材の祖となる「レギュレーター」を発明。これがジュール・ベルヌの『海底二万里』執筆のきっかけにもなった）
- 山中貞雄（「人情紙風船」で知られる戦前の名映画監督、28歳のとき戦地で病死）
- テックス・リカード（⇒en）（ボクサーのジャック・デンプシーのマッチメイクに携わるなどし、興行師の頂点に立った「百万ドルの仕掛け人」）

### 単行本第3巻
- カレル・チャペック（「ロボット」という言葉を作り出した作家）
- ロベルト・クレメンテ（ヒスパニック系メジャーリーガーの先駆者で人格者として知られる）
- 若尾逸平（「今太閤」とも呼ばれた大富豪で明治時代屈指の実業家、甲州財閥の中心人物）
- コンラート・ツーゼ（世界初のプログラム式制御コンピュータの発明者）
- 鈴木三重吉（雑誌「赤い鳥」で知られる日本児童文学の先駆者）
- 高橋直人（「逆転の貴公子」と呼ばれた天才ボクサー）
- ワイアット・アープ（西部開拓時代の伝説の保安官）